# Никитовка (Белгородская область)
Никитовка — село в Красногвардейском районе Белгородской области России. Является административным центром Никитовского сельского поселения.

## География
Село расположено в юго-восточной части Белгородской области, на реке Палатовке (бассейна Оскола) при впадении левого притока под названием Ключка, в 27,3 км по прямой к югу от районного центра, города Бирюча.

## История

### Происхождение названия
Название дано по владельцу XVIII века — князю Никите Юрьевичу Трубецкому (сын петровского вельможи, «действительный советник, генерал-прокурор и кавалер»).

### Исторический очерк
В 1740-е годы часть огромной территории плодородной земли на юге Воронежской губернии площадью 60 тысяч десятин попала в руки титулованного помещика Н. Ю. Трубецкого и стала его владением. Слобода Никитовка была основана около 1730 года выходцами из украинских казацких полков, завербованных агентами видного русского военного деятеля князя Н. Ю. Трубецкого для заселения отмежёванного ему имения по бассейну реки Палатовки и прилегающим к ней землям. Здесь поселенцы сразу основали несколько селений, в том числе и хуторов. Впоследствии некоторые из них стали слободами. Так появилась и слобода Никитовка.
К середине XVIII века в слободе основан православный храм во имя Димитрия Солунского.
Слобода Никитовка вместе с прилегающими к ней сёлами, хуторами относилась вначале к Усердскому уезду.
Из архивного документа 1766 года известно об отказе крестьян слободы Никитовки от работы на князя Н.Ю. Трубецкого и просьбе «перевести их на положение государственных крестьян».
8 июля 1766 года крестьяне слободы Никитовка взбунтовались. Они требовали, чтобы управляющий предъявил им указ, якобы изданный правительством, об отписании всех крестьян от владельцев в казну (то есть о переводе их в разряд государственных крестьян). Увещевания управляющего Сергея Аксакова и писаря Федора Левицкого не привели ни к чему. По просьбе помещиков в район восстания были направлены Острогожский гусарский полк и другие воинские части. Зима 1766—1767 годов ознаменовалась жестокими расправами и жуткими зверствами возглавляемой помещиками военщины. Некоторые селения были подвергнуты артиллерийскому обстрелу.
В 1859 году — Валуйского уезда «слобода казённая Никитовка при речке Палатове» «по правую сторону большого почтового тракта из города Валуек на город Воронеж» — 1044 двора, 2 православные церкви, приходское училище, две богадельни, 9 ярмарок, базары.
В 1900 году слобода Никитовка в Валуйском уезде — центр Никитовской волости; 1197 дворов, 2 церкви, 7 общественных зданий, 2 земские и церковноприходская школы, 12 кожевенных и маслобойный заводы, 2 хлебопекарни, сапожная мастерская; 5 мануфактурных, 7 «черных», 8 мелочных, 3 «железных», 1 мучная и 3 винных лавки, 2 винных склада, 1 «ведерная», 2 кожевенных склада, 2 постоялых двора, 3 трактира.
В 1905 году в волостной слободе Никитовке — 1840 дворов, школ уже 5, появляется почта.
По данным переписи 1916 года Никитовка — это:
«одна из самых торговых слобод в уезде. В слободе — 30 кожевенных заводов, паровой маслобойный завод и паровая мельница; производства: сапожное, тулупное, картузное, а также гончарное.
Из волости в 1911 году уходили на каменноугольные шахты и сельхозработы 1053 человека. В 1909 году было 22 пасеки с 633 ульями. Ярмарок 7: 1 января, 4 неделя Великого поста, 2 февраля, 6 августа, 25 сентября, 9 декабря, Вознесение…».
После Октябрьской социалистической революции никитовцы активно вливались в большевистскую Повстанческую армию под командованием А. Ф. Авилова. Одна только Никитовка дала две строевые роты пехоты. Всего же в мае 1918 года в революционные части записалось около 2 тысяч добровольцев.
В последние дни августа 1918 года в слободе Никитовка состоялся IV Валуйский уездный съезд Советов, принявший решение о создании комитетов бедноты в волостях.
9 октября 1918 года начала отсчет своей деятельности первая Никитовская сельхозкоммуна имени Карла Маркса. В неё вошло 17 самых беднейших семей, преимущественно из беженцев с оккупированных немецко-гайдамацкими войсками волостей уезда.
С июля 1928 года слобода Никитовка — центр довольно обширного Никитовского района: 1013,6 кв. км, 14 сельсоветов, 114 населённых пунктов с 53680 жителями. Никитовский сельсовет в составе этого  района объединял саму слободу и хутор Богатый.
В годы Великой Отечественной войны из Никитовки отправлялись десятки мобилизованных и добровольцев.
7 июля 1942 года Никитовка была оккупирована немецко-фашистскими войсками. Никитовский район был освобождён от них лишь в январе 1943 года.
В 1958 году Никитовский район — 1065 км², сельсоветов 9, сел, деревень и хуторов 106; в Никитовский сельсовет входили, кроме центрального села Никитовка, 7 хуторов и посёлок Луговое.
В декабре 1962 года Никитовский район «был ликвидирован», Никитовский сельсовет попал в состав Вейделевского района.
В начале 1970-х годов сельсовет объединял три села: Арнаутово, собственно Никитовку, Самарино и два хутора (Борисовка, Раздолье). Затем Никитовский сельсовет «перевели» в Красногвардейский район.
В 1997 году село Никитовка в Красногвардейском районе — центр Никитовского сельского округа.
В 2010 году село Никитовка — центр Никитовского сельского поселения (3 села и 2 хутора) Красногвардейского района.

## Население
В 1859 году в слободе Никитовке 8554 жителя (4141 мужчин, 4412 женщин).
В 1900 году — 6935 жителей (3484 мужчин, 3451 женщин).
В 1905 году — 7455 жителей.
На 1 января 1932 года в слободе Никитовке — 6207 жителей.
По данным переписей населения в селе Никитовке на 17 января 1979 года — 3044 жителя, на 12 января 1989 года — 2702 (1227 мужчин, 1475 женщин), на 1 января 1994 года — 2847 жителей и 1040 хозяйств. 
| 1859 | 1897  | 1959  | 2002  | 2010  |
| ---- | ----- | ----- | ----- | ----- |
| 8554 | ↘6831 | ↘3438 | ↘2523 | ↘2353 |

## Экономика
По состоянию на начало 1990-х годов село Никитовка оставалась центром колхоза им. Куйбышева (в 1992 году 533 колхозника) и совхоза «Никитовский» (231 рабочий), занятых растениеводством и животноводством. По состоянию на 1995 год в селе Никитовке имелись следующие предприятия: совхоз «Никитовский» (яичное птицеводство), АОЗТ «Белогорье» (свиноводство), рыбхоз «Никитовский», межколхозное строительнопроизводственное предприятие «Никитовское», ремонтно-техническое предприятие «Никитовское», ТОО «Рембыттехника», ТОО «Каблучок», производственное коммерческо-посредническое предприятие бытового обслуживания населения, АО «Палатовское хлебоприемное предприятие», частное предприятие «Енисей» (сантехнические работы).

## Инфраструктура
По состоянию на 1995 год в селе Никитовке имелись: почтовое отделение, больница, межколхозный дом престарелых колхозников, школа, Дом культуры, клуб, библиотека, детский сад, 2021: Физкультурно-оздоровительный комплекс "Олимпик"

## Интересные факты
Среди первых поселенцев слободы были и крепостные крестьяне, но главную массу составляли так называемые «подданные черкасы» — крестьяне украинской национальности. Черкассы добровольно селились в те времена на владельческих землях и платили землевладельцам арендную плату (дань) натурой или трудом. От крепостных они отличались тем, что имели личную свободу и могли уходить от хозяев по своему усмотрению.